# توم بيندر (لاعب كرة قدم)
توم بيندر (بالإنجليزية: Tom Binder)‏ (26 يناير 1889 في المملكة المتحدة - 23 أغسطس 1969 في المملكة المتحدة) هو لاعب كرة قدم بريطاني (وحمل سابقاً جنسية المملكة المتحدة لبريطانيا العظمى وأيرلندا) في مركز الهجوم. لعب مع نادي ساوثهامبتون ونادي كيترينغ تاون.